# Heliophanus patagiatus
Heliophanus patagiatus är en spindelart som beskrevs av Tord Tamerlan Teodor Thorell 1875. Heliophanus patagiatus ingår i släktet Heliophanus och familjen hoppspindlar. Inga underarter finns listade i Catalogue of Life.